# Kalev (mythologie)
Kalev is een belangrijk figuur in de mythologie van Estland, Finland en Karelië. Ook bekend als Kalevi of Kaleva, is hij een heroïsche figuur met diepe wortels in de culturele verhalen van deze regio's. In de Finse mythologie, met name in het epische gedicht de Kalevala, wordt Kalev voorgesteld als een oude heerser, een soort patriarchale figuur die een leidende rol heeft gespeeld in het verleden van de Finse samenleving.
Volgens de Estse mythologie, zoals beschreven in Friedrich Reinhold Kreutzwald's epische gedicht Kalevipoeg, is koning Kalev de vader van koning Kalevipoeg en de echtgenoot van Linda. De naam Kalev draagt een koninklijke betekenis en wordt geassocieerd met heroïek en de monarchie. De verhalen over Kalev en zijn nakomelingen vormen de basis voor de nationale epische gedichten van Estland (Kalevipoeg) en Finland (Kalevala).
Historisch gezien zijn er verwijzingen naar Kalev die teruggaan tot het 6e- of 7e-eeuwse Oudengelse gedicht Widsith, waarin wordt gezegd dat Caesar de Grieken regeerde en Caelic de Finnen, waarbij sommige historici "Caelic" interpreteren als een verwijzing naar de legendarische heerser Kaleva.
Kalev's nalatenschap strekt zich uit tot in de toponymie, waarbij de naam wordt gegeven aan plaatsen zoals Toompea, een heuvel in Tallinn die wordt beschouwd als het graf van Kalev en nu het centrum van de regering van Estland is. Zijn invloed wordt ook weerspiegeld in de sport met teams zoals KK Kalev en JK Tallinna Kalev, evenals in de artistieke wereld met schilderijen, zoals de Kalevipoeg-serie van de Estse schilder Oskar Kallis.